# Brachycranella
Brachycranella is een geslacht van wantsen uit de familie van de Miridae (Blindwantsen). Het geslacht werd voor het eerst wetenschappelijk beschreven door Reúter in 1905.

## Soorten
Het genus bevat de volgende soort:

- Brachycranella viridipunctatus (Stål, 1858)